# Service d'autobus de la SNCB
 (février 2017).
Si vous disposez d'ouvrages ou d'articles de référence ou si vous connaissez des sites web de qualité traitant du thème abordé ici, merci de compléter l'article en donnant les références utiles à sa vérifiabilité et en les liant à la section « Notes et références ».
Du milieu des années 1930 jusqu'en juin 1977, la SNCB a exploité un service d'autobus en remplacement ou en complément de ses lignes ferrées. À cette date, les services sont repris par la Société nationale des chemins de fer vicinaux (SNCV).
En 1932, une loi permet à la SNCB d'organiser ses propres services d'autobus. De ce fait, la même année, des bus sont utilisés pour remplacer les trains sur la ligne Roulers-Ypres.
En 1934, il existe une douzaine de lignes de remplacement et des lignes de bus supplémentaires. En 1939, 68 lignes de bus sont exploitées, pour un total de 1 659 kilomètres. Au début des années 1950, ce chiffre était passé à 120 lignes.
De 1954 à 1977, le réseau s'étend. Il est repris par la SNCV le 1er juin 1977.
Ce réseau subsiste toujours aujourd'hui avec les exploitants de l'Opérateur de transport de Wallonie (ex-SRWT) et de De Lijn.

## Histoire

### Contexte

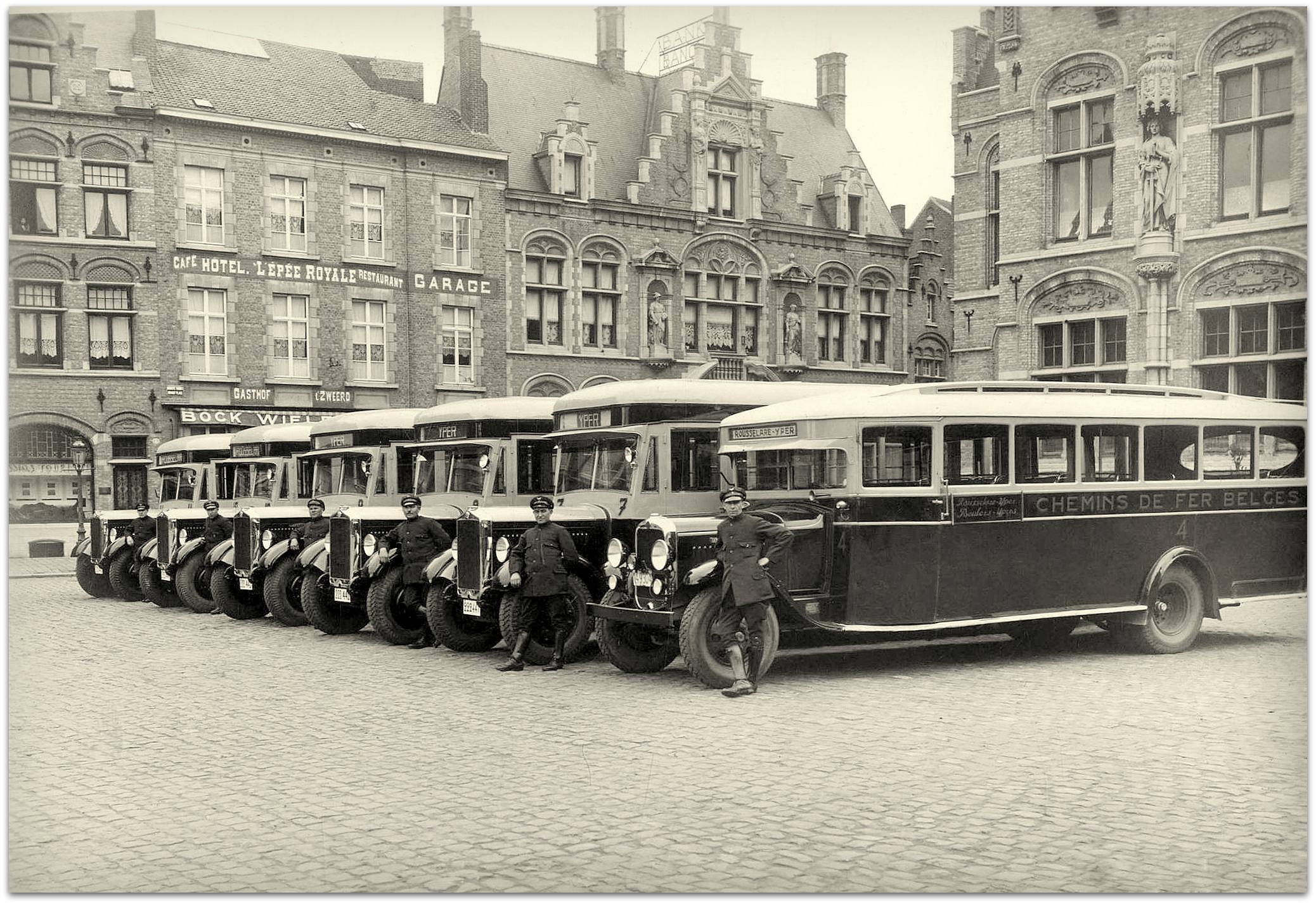
Années 1930, autobus de Deceuninck & Verstraete qui vont servir à remplacer les trains sur la ligne 64 Ypres - Roulers.

Avant 1932, la SNCB ne s'intéresse ni directement ni indirectement aux services d’autobus puis en 1932, la SNCB, la SNCV et quelques firmes privées se répartissent les concessions des services publics d’autobus de complément.
Les concessions des services spéciaux d’autobus sont réparties en 1946 entre la SNCB, la SNCV et autres sociétés de transport en commun.
A la fin des années 1940, les comptes de la SNCB plongent dans le rouge. Le ministre des Transports, Paul-Willem Segers, a proposé un certain nombre de mesures en 1949. Il proposa au gouvernement de remplacer les trains à vapeur par des trains diesel, un remplacement - parfois partiel - des trains par des bus, ou la cessation complète du service des trains sur les lignes moins fréquentées. Un bus a un coût moyen presque quatre fois moins cher qu'un train à vapeur, et moitié moins cher qu'un camion. Cependant, le Ministre Segers ne voulait pas que la qualité du service diminue : les clients devaient obtenir une offre similaire et bénéficier des mêmes tarifs.
Dans un rapport sur la restructuration du réseau en Flandre-Occidentale, nous pouvons lire :
De Maatschappij heeft besloten de reizigersvervoermiddelen [...] om te vormen en te verbeteren, zulks niet alleen met de bedoeling de steeds herhaalde en meestal gerechtvaardigde klachten van de reizigers te voorkomen, maar ook om een meer oordeelkundig gebruik van het vervoermaterieel, zowel van trein als van autobus, te bereiken. (« La Société a décidé [...] de transformer et d'améliorer le transport de passagers, de manière à éviter les plaintes répétitives et souvent justifiées des passagers, mais aussi pour tendre vers un usage plus judicieux des véhicules, tant des trains que des autobus. »)

### Seize nœuds
Une étude menée entre septembre 1949 et mai 1950 divise le pays en seize nœuds[pas clair]. La direction de la SNCB a supposé que les petites lignes étaient les moins rentables. Il n'y a eu aucune recherche statistique approfondie. Le rapport de 1955 note :
Blijft dan nog de lijnen op enkelspoor, [...], waar de bezetting kleiner is dan een dertigtal reizigers per trein. Het is klaarblijkelijk dat een soortgelijke trafiek, met autobussen dient verzekerd, wat een meer rechtstreekse en zelfs snellere bediening van de bevolking toelaat.  Op dergelijke lijnen zal de reizigersdienst worden vervangen door autobussen. Het aantal ritten zal van meet af aan hoger zijn dan dit der treinen, terwijl naargelang de noodwendigheden, ze nog kunnen opgevoerd worden zonder belangrijke bijkomende uitgaven. (« Il reste les lignes à voie unique, [...], où le taux d'occupation est inférieur à trente passagers par train. Il est évident que pour un trafic similaire, le bus doit être préféré, permettant une exploitation plus directe et encore plus rapide de la population.  Sur ces lignes, le service de passagers sera remplacé par des bus. Le nombre de voyages devra dès le départ être plus élevé que celui des trains, alors que selon les nécessités, ils peuvent être effectués, même sans dépenses supplémentaires importantes. »)
Des essais sont menés sur le nœud Tournai-Renaix-Zottegem ; divers types d'autorail sont testés. D'autres sections ont été brusquement annulées. En 1950, plus de 1 000 km sont à l'étude dont plus de 200 seront transférés à la route.

### L'opposition est inutile
Lorsque douze des seize nœuds ont été examinés en juin 1952, il y avait déjà 321 km de substitution complète et 145 kilomètres où certains trains d'heures de pointe ont été complétés par des lignes de bus. En 1955, 600 kilomètres sont déjà substitués, 300 kilomètres restent à étudier. Si une ligne compte moins de 2 000 passagers quotidiens dans chaque direction, les trains pouvaient être remplacés par des bus. Mais la plupart étaient plus occupés que les trains aux heures de pointe.
Tout cela rencontre une grande résistance. En particulier, la manière dont les chiffres peuvent être interprétés a reçu de nombreuses critiques. Le ministre Segers a toutefois continué à défendre bec et ongles sa politique, dont il a déclaré que les passagers ne sont ou pourraient être les seuls bénéficiaires.
Le ministre Edward Anseele jr. fait face aux critiques. Dans les horaires de 1955, de meilleures correspondances entre les trains et les bus sont assurées dans les grandes gares.
En 1959, lorsque Segers revient aux affaires, les économies reprennent. Devant la Chambre, Segers déclare que le bus est un substitut économique pour les trains supprimés.
En 1960, près d'un client SNCB sur trois utilise le bus. Entre 1960 et 1965, 431 kilomètres ferroviaires disparaissent. Dernière ligne sacrifiée, la ligne 147 entre Fleurus et Tamines est remplacée par des bus le 12 juillet 1965. Au total, entre 1950 et 1970, presque 42 % du réseau ferroviaire a disparu.

## Exploitation

### Les services d’autobus de complément
Les autobus de complément complètent une ligne de chemin de fer soit en desservant mieux les villages éloignés des gares, soit, dans certains cas, en circulant à des heures où les trains ne roulent pas.
La longueur totale du réseau exploité s'élève à plus ou moins 4 000 km, sensiblement la même longueur que le réseau ferré.
Quotidiennement, ce ne sont pas moins de 330 bus sur les routes effectuant environ 23 millions de kilomètres par an. Rapporté au nombre d'autobus en ligne : ± 190 km/jour ou 70 000 km/an.
Compte tenu que chaque autobus offre 60 à 80 places et que ceux-ci effectuent en moyenne 2 à 3 allers et retours chaque jour, chaque bus en ligne transporte environ 175 passagers.
Au niveau tarifaire, ces services de complément dérogent aux tarifs ferroviaires. Les titres de transport délivrés dans l'autobus ne sont valables que pour la ligne pour laquelle ils ont été émis. De plus, des billets de correspondances ou des abonnements valables sur plusieurs lignes ou sur les trains et les bus ne sont pas émis.
Chaque ligne de complément formant une entité, les recettes encaissées sur la ligne sont donc affectées au parcours visé et, de ce fait, il est possible d'établir une comptabilité distincte pour chaque service, donnant ainsi le taux de rentabilité ligne par ligne.

### Les services d’autobus de substitution
Par mesure d'économie et en application de la loi de 1932, la SNCB remplace certains trains par des services routiers. Les lignes concernées transportaient en moyenne 500 passagers quotidiens.
Ces nouveaux autobus sont appelés service de substitution. Parce qu'ils font partie intégrante du réseau de chemin de fer, les tarifs ferroviaires sont d'application.
Ces remplacements de lignes ont été inclus dans les horaires dans la série 1500. Depuis 1953, nous les trouvons dans les tableaux sous les numéros 15-167.
Quelques services ont d'abord été exploités par le propre matériel et le personnel de la SNCB. Mais la majeure partie des lignes a été attribuée aux exploitants. Pour cela, un cahier des charges a été établi régulièrement. La SNCV était l'une de ces sociétés embauchées. Elle faisait rouler ses autobus avec la livrée verte SNCB.
Habituellement, les lignes furent attribuées à l'exploitant qui avait une ligne de complément qui a été remplacée par une autre ligne.
Les lignes pouvaient également changer de statut. Ainsi, le service d'autobus entre Ypres et Roulers (via Passendale) a d'abord été nommé comme un service de complément (numéro horaire 201). Puis, en 1951, certains trains sont supprimés sur la ligne 64 (Ypres-Roulers) et des autobus de remplacement sont mis en service sous l'indice de ligne 1509. Avec les horaires d'hiver 1952-1953, le service des trains a été entièrement interrompu.
La substitution peut être complète ou partielle. Soit des trains roulent lors des heures de pointe du matin et du soir, les bus circulant dans l'intervalle, soit seuls les services semi-directs sont maintenus et les bus remplacent alors les trains omnibus.
Dans l'édition d'octobre 1955, il existe 45 lignes de substitution dont :
- 32 lignes où la substitution a été complète, notamment : Ypres-Thourout, Dixmude-Nieuport, Ypres-Roulers, Menin-Roulers, Luttre-Gosselies, Tournai-Lesdain, Tournai-La Glanerie, Nivelles-FIeurus, etc. ;
- 10 lignes avec substitution partielle et maintien de trains omnibus aux heures de pointe, notamment : Ostende-Torhout, Châtelineau-Florennes, Hasselt-Neerpelt, etc. ;
- 3 lignes avec substitution limitée aux trains omnibus et maintien des trains semi-directs, notamment : Bruges-Courtrai, Courtrai-Deinze et Deinze-Furnes.

Au point de vue tarifaire, les tarifs ferroviaires sont d'application ainsi les réductions.
Pour l'exploitation des quelque 200 lignes en service, 175 véhicules sont fournis par les concessionnaires de la SNCB, les 25 restants sont des autobus détenus en propre par la société ferroviaire.

## Attribution des concessions
Le droit de priorité revient à donner à l’exploitant d’un service de transport public établi la concession de toute ligne d’autobus existante ou à créer lorsque cette ligne d’autobus dessert la majeure partie des localités déjà desservies par un service public de transport existant.
Les lignes privées d’autobus existant à l’époque furent réparties, au point de vue du titulaire de la concession, entre la SNCB et la SNCV suivant qu’elles étaient parallèles à une ligne de chemin de fer ou à une ligne vicinale. Les lignes n’entrant pas dans la zone d’influence de la SNCB ou de la SNCV restèrent indépendantes, c’est-à-dire que la concession fut mise directement au nom d’un exploitant privé.
Quoique la loi de 1932 autorisait la SNCB à organiser elle-même des services d’autobus, la SNCB ne fit pas usage de cette faculté. Elle garda les anciens exploitants qui, de concessionnaires, devinrent fermiers de la SNCB : ils exploitaient pour le compte de la SNCB et, moyennant le paiement d’une redevance d’affermage, les services publics d’autobus dont la SNCB avait, par la loi de 1932, obtenu la concession.
Ces lignes d’autobus concédées à la SNCB furent appelées « lignes de complément » parce que roulant plus ou moins parallèlement aux lignes ferrées existantes, elles « complétaient » celles-ci.

## La fin des bus verts
Au début des années 1970, le gouvernement travaille à un plan de transport national. L'objectif est de distribuer plus efficacement les ressources possibles disponibles. Une piste de réflexion était la fusion des services d'autobus. Un coup d'accélérateur à ces plans est donné au milieu des années 1970. Sous l'impulsion du Ministre des Transports Jos Chabert, le Conseil des ministres du 13 juin 1976 décide que les autobus verts de la SNCB seront repris par les transports vicinaux. En outre, des commissions régionales sont mises sur pied pour l'exécution du plan de transport - y compris la coordination du transport urbain et inter-urbain. Y siègent des représentants de la SNCB, ainsi que le Comité ministériel pour les questions régionales.
Les services spéciaux et scolaires sont aussi transférés à la SNCV. Une réforme des tarifs entre aussi en application.
Les nouvelles brochures d'horaires valables au 22 mai 1977 reprennent à la fois les anciennes lignes de bus de la SNCB que celles de la SNCV. Jusqu'au 30 juin, la SNCB continuera à exploiter son propre réseau. À partir du 1er juillet, celui-ci passe sous la responsabilité des Vicinaux.
L'étape suivante a lieu le 1er septembre. Jusqu'au 31 août, les tarifs SNCB restent valables sur les lignes transférées (de manière à créer une période de transition). Les abonnements mixtes - cumulant train et bus - sont délivrés selon les barèmes de la SNCV.
Un total de 197 services d'autobus ordinaires avec une longueur de 9 796 km et 2 106 services spéciaux d'une longueur de 71 495 km sont ainsi transférés. Fin 1977, la SNCV gère 538 autobus ordinaires (24 996 km) et 5 877 services spéciaux (148,752 km). En pratique, la taille du réseau double.
Les services exploités en propre par les Vicinaux représentent 62,1 % du trafic et les services concédés aux exploitants 37,9 %. Fin 1977, le parc d'autobus compte 3 579 autobus, dont 2 316 en régie.
Ces services ont continué d'être exploités par la SNCV puis à la suite de la régionalisation par De Lijn en Région flamande et le TEC en Région wallonne et existent pour la plupart toujours.

## Lignes

### Lignes ferroviaires
- Ligne 51 ancienne ligne privée, complément puis substitution ;
- Ligne 56 complément puis substitution (probablement une ancienne ligne privée) ;
- Ligne 64 ancienne ligne privée, substitution puis complément et substitution à nouveau ;
- Ligne 83 substitution ;
- Ligne 85 ancienne ligne privée, complément puis substitution ;
- Ligne 87 ancienne ligne privée, complément puis substitution ;
- Ligne 88 substitution (probablement une ancienne ligne privée) ;
- Ligne 88A complément puis substitution (probablement une ancienne ligne privée) ;
- Ligne 100 substitution ;
- Ligne 137 complément puis substitution ;
- Ligne 138 ancienne ligne privée, complément puis substitution ;
- Ligne 138A substitution.

### Autres lignes
- Charleroi - Philippeville, ancienne ligne privée ;
- Tournai - Nederbrakel (puis Renaix), ancienne ligne privée[Note 1].